# Казаков, Виктор Васильевич
Виктор Васильевич Казаков (1922 — 2000) —  советский военный деятель, генерал-лейтенант.

## Биография
Родился в семье В. И. Казакова. Окончил 9 классов средней школы в Москве. С сентября 1940 до июня 1941 был студентом Московского речного техникума, с началом война три месяца был разнорабочим на оборонных работах в Шаровичах. С сентября 1941 являлся курсантом 1-го артиллерийского миномётного училища имени Л. Б. Красина. В апреле 1942 окончил 1-е Гвардейское Московское артиллерийское училище, после окончания которого направлен на Сталинградское направление, воевал на Южном, Закавказском, Северо-Кавказском, с 1943 на Центральном, Белорусском, 1-м Белорусском фронтах. Командовал взводом, затем дивизионом гвардейского миномётного полка. Участвовал в обороне Кавказа, прорыве «Голубой линии» на Таманском полуострове, в Белорусской операции, в Висло-Одерской и Берлинской операциях. С марта 1942 по январь 1943 состоял в ВЛКСМ. На фронте стал кандидатом в члены ВКП(б), принят в мае 1943 политическим отделом 67-го гвардейского миномётного полка. Войну закончил в столице Третьего рейха.
В послевоенные годы окончил Военную академию имени М. В. Фрунзе в Москве, потом служил на командных должностях в ГСВГ и в Одесском военном округе. С 1959 по 1965 являлся заместителем командира 5-й артиллерийской дивизии, после становится начальником штаба ракетных войск и артиллерии Киевского военного округа. С 1965 по 1971 состоял в должности заместителя командующего ракетными войсками и артиллерией штаба объединённых вооружённых сил ОВД. С 1971 командует ракетными войсками и артиллерией Ленинградского военного округа. C 1977 служит представителем штаба объединённых вооружённых сил государств-участников Варшавского договора (ШОВС) при Национальной народной армии ГДР. С 1979 до 1986 был начальником ракетных войск и артиллерии ШОВС Варшавского договора. В октябре 1986 вышел на пенсию.
Похоронен в Сочи на Краснополянском кладбище.

### Звания
- старший лейтенант;
- майор;
- полковник;
- генерал-майор артиллерии (25 октября 1967);
- генерал-лейтенант артиллерии (25 апреля 1975);
- генерал-лейтенант (26 апреля 1984).

### Награды
- три ордена Красного Знамени;
- орден Трудового Красного Знамени;
- орден Александра Невского;
- два ордена Отечественной войны 1-й степени;
- два ордена Красной Звезды;
- орден «За службу Родине в Вооружённых Силах СССР» 3-й степени;
- медаль «За боевые заслуги»;
- медали СССР и стран ОВД.